# Leptoderes fumosa
Leptoderes fumosa är en insektsart som först beskrevs av Boris Petrovich Uvarov 1923.  Leptoderes fumosa ingår i släktet Leptoderes och familjen vårtbitare. Inga underarter finns listade i Catalogue of Life.